# エア・カナダ ルージュ
エア・カナダ ルージュ（英語: Air Canada Rouge）はカナダの格安航空会社。エア・カナダの子会社で、主に観光路線を担当する。その運航体系はエア・カナダおよび地域路線を担当するエア・カナダ エクスプレスと完全に統合されており、フライトナンバーもエア・カナダと同じACで始まる番号が割り当てられている。

## 沿革
2012年12月発足。翌年1月1日から運航開始。最初の就航路線はトロント - キングストン線。エア・カナダが観光路線で競合するエア・トランザット、サンウィング航空、ウエストジェット航空に対抗するため設立された。
設立時には親会社のエア・カナダからエアバスA319とボーイング767がそれぞれ2機ずつ譲渡され、4機体制で運航した。その後18カ月かけて保有機材は28機まで増え、2016年中頃にはボーイング767が16機、エアバスA319が20機、エアバスA321が5機の計31機体制まで増える予定だった。そして同年9月にはボーイング767の保有機数が19機まで増えた。
2014年3月24日、エア・カナダはエア・カナダ ルージュの路線を同年春からカナダ西部へと拡大し、西部の都市カルガリーやバンクーバーから米国のロサンゼルス、サンフランシスコ、ラスベガス、フェニックス、パームスプリングス、ホノルル、マウイ島、アンカレッジなどを結ぶことを発表した。また、2015年5月にはバンクーバーと大阪・関西国際空港を結ぶ季節運航便の就航も始めた。2015年12月にはトロントから米国南部のマイアミ、フォートマイヤーズやカナダのシャーロットタウン、ディアレイクを結ぶ路線を就航させた。通年運航便にはトロント - フォートローダーデール、モントリオール - フォートローダーデール、モントリオール - マイアミ、バンクーバー - サンディエゴ、バンクーバー - メキシコシティ、カルガリー - フェニックスが含まれる。
新型コロナウイルス感染症の世界的流行が発生していた2020年5月、エア・カナダはエア・カナダ ルージュも含めた保有機材79機の退役を決定した。退役機材はボーイング767、エンブラエル190、エアバスA319が対象となった。これによりエア・カナダ ルージュも大きな影響を受け、保有していたボーイング767全25機、エアバスA319が2機退役となり、残る保有機材はA320/321が18機とA319が20機の計38機となった。これにより欧州便の一部が削減され、ブダペストやザグレブが就航地から外れることとなった。さらに翌年2月にはワルシャワやブカレストを含む中欧および東欧の路線ほぼすべてから撤退した。同じく2021年2月9日から9月7日まで、不要不急の旅行を減らすため制定された新ルールにより運行が休止された。

## 就航地
エア・カナダ ルージュはカリブ海地域、中央アメリカ、メキシコの観光路線を担当している。かつてはアジア、ヨーロッパ、南アメリカへの路線も運行していたが、ボーイング767-300ERの退役に伴い廃止された。

## 保有機材

### 運航機材
2025年5月現在、エア・カナダ ルージュは運航機材のすべてをエアバス社の機体で揃えている。
| 機材              | 運航数 | 発注数 | 座席数 | 座席数 | 座席数 | 備考                                                                                      |
| 機材              | 運航数 | 発注数 | J      | Y      | Total  | 備考                                                                                      |
| ----------------- | ------ | ------ | ------ | ------ | ------ | ----------------------------------------------------------------------------------------- |
| エアバスA319-100  | 18     | —      | 12     | 124    | 136    | ボーイング737Max8に置き換え予定                                                           |
| エアバスA320-200  | 5      | —      | 12     | 156    | 168    | ボーイング737Max8に置き換え予定                                                           |
| エアバスA321-200  | 14     | —      | 8      | 176    | 184    | ボーイング737Max8に置き換え予定                                                           |
| エアバスA321-200  | 14     | —      | 12     | 184    | 196    | ボーイング737Max8に置き換え予定                                                           |
| ボーイング737Max8 | —      | 52     | TBA    | TBA    | TBA    | 老朽化したA320ceoを置き換えて、エア・カナダが保有していた機材を2028年までに導入する予定。 |
| Total             | 37     | 52     |        |        |        |                                                                                           |

### 退役済機材
| 機材                | 機材数 | 導入年 | 退役年 | 備考                                                                                      |
| ------------------- | ------ | ------ | ------ | ----------------------------------------------------------------------------------------- |
| ボーイング767-300ER | 25     | 2013   | 2020   | 新型コロナウイルス感染症の世界的流行により先行して退役。数機はエア・カナダ カーゴに譲渡。 |